# Ziggo Dome
A Ziggo Dome (holland kiejtés: [ˈzɪɡoː doːm] or [ˈzɪɣoː doːm]) egy fedett aréna Amszterdamban, Hollandiában, a Johan Cruijff Arena mellett. Nevét a holland Ziggo kábeltelevíziós szolgáltatóról kapta. 2014-ben jelentették be a Ziggo Dome Awards díjátadót, amellyel az arénában fellépő művészeket ismerik el.
A Ziggo Dome-ot a Benthem Crouwel Architects tervezte. Bár a „Dome” név kupolára utal, nincsenek kerek formák. Az épület négyzet alakú tömb; mérete 90x90 méter, magassága 30 méter. Az épületet arra tervezték, hogy hangos zenét lehessen benne játszani, de többszörösen felhasználható, és minimális átalakítással tenisz- és korfballversenyek, olimpiai méretű úszómedence vagy jégpálya számára is alkalmassá tehető. A Ziggo Dome-ot sokat használják koncertek megrendezésére; 2017-ben a Madison Square Garden, az SSE Hydro, a Manchester Arena és a londoni O2 Arena után az ötödik legforgalmasabb koncerthelyszín volt a világon.

## Fordítás
Ez a szócikk részben vagy egészben  a   Ziggo Dome című angol Wikipédia-szócikk fordításán alapul.  Az eredeti cikk szerkesztőit annak laptörténete sorolja fel. Ez a jelzés csupán a megfogalmazás eredetét és a szerzői jogokat jelzi, nem szolgál a cikkben szereplő információk forrásmegjelöléseként.